# Fe'ao Latu
Pour les articles homonymes, voir Latu.
Pas d'image ? Cliquez ici

a Compétitions nationales et continentales officielles uniquement.

Dernière mise à jour le 7 février 2010.
Fe'ao Latu, né le 16 avril 1980 aux Tonga et mort le 11 janvier 2009 à Cahors (France), est un joueur tongien de rugby à XV évoluant au poste de troisième ligne. Il meurt d'un malaise cardiaque au cours d'un match entre son équipe du Club Athlétique Périgueux Dordogne et le Cahors rugby à l'âge de 28 ans.

## L'accident
Le dimanche 11 janvier 2009 après 17 minutes de jeu entre les équipes de Cahors et de Périgueux, et alors que Cahors venant de marquer un essai s'apprête à tenter la transformation, Fe'ao Latu fait appel au kiné de son équipe avant de s'évanouir.
Transporté au centre hospitalier de Cahors son décès est constaté à 16 h 45. Une autopsie réalisée dans la nuit qui suit le décès confirme que le joueur est mort des suites d'un arrêt cardiaque. Une messe funéraire est célébrée à la cathédrale Saint-Front de Périgueux.
Il est à noter qu'un autre joueur du Club Athlétique de Périgueux est mort dans des circonstances similaires 18 ans auparavant: Francis Rongiéras. Le stade du CAP porte d'ailleurs son nom.